# Agotados de esperar el fin
Agotados de esperar el fin es el título del segundo álbum de estudio de la banda de rock española Ilegales.

## Producción
Tras el exitoso debut de la banda con su anterior trabajo Ilegales (1983), Agotados de esperar el fin supuso la confirmación del éxito para el trío asturiano. El alto nivel de las canciones, compensa de alguna manera una producción muy criticada tanto por los medios como por la propia banda. En la mayor parte del álbum la batería y el bajo se sintetizaron y se agudizó en exceso la voz de Jorge Martínez. El bajista Guillermo Vijande, que se unió a la banda poco después de la publicación del anterior álbum, comentó al respecto "Rápidamente aprendí que no existen los milagros: si no tocas bien, no suena bien, si no produces bien, no suena bien. El estudio no es Lourdes, por lo menos en el rock."

## Personal
- Guillermo Vijande - Bajo
- David Alonso - Batería
- Jorge Martínez - Guitarra, voz
- Mariano Díaz - Teclados en "Para Siempre"

## Lista de canciones
Todas las canciones escritas y compuestas por J. Martínez. 
| N.º | Título                                     | Duración |  |
| 1.  | «África Paga» (J. Martínez)                | 4:37     |  |
| 2.  | «El Último Hombre» (J. Martínez)           | 3:22     |  |
| 3.  | «Agotados De Esperar El Fin» (J. Martínez) | 3:10     |  |
| 4.  | «Quiero Ser Millonario» (J. Martínez)      | 2:54     |  |
| 5.  | «La Chica Del Club De Golf» (J. Martínez)  | 3:18     |  |
| 6.  | «Hombre Blanco» (J. Martínez)              | 1:41     |  |
| 7.  | «Soy Un Macarra» (G. Vijande, J. Martínez) | 2:59     |  |
| 8.  | «El Piloto» (J. Martínez)                  | 3:18     |  |
| 9.  | «Odio Los Pasodobles» (J. Martínez)        | 2:30     |  |
| 10. | «Stick De Hockey» (J. Martínez)            | 2:59     |  |
| 11. | «Para Siempre» (J. Martínez)               | 3:25     |  |
| 12. | «Destruye» (J. Martínez)                   | 4:40     |  |
| 13. | «África Paga (Reprise)» (J. Martínez)      | 1:17     |  |